# 波斯特山
波斯特山（英語：Mount Poster），是南極洲的山峰，位於帕爾默地，處於坦尼山西北面17公里，美國地質調查局根據測量和美國海軍拍攝的空中照片繪入地圖，以地球物理學家命名，現時由南極條約體系管理。